# Faustin Birindwa
Faustin Birindwa (ur. 1943, zm. 29 kwietnia 1999 we Włoszech) – kongijski (zairski) polityk, od 18 marca 1993 do 14 stycznia 1994 premier Demokratycznej Republiki Konga.
Należał do współzałożycieli początkowo nielegalnej partii UDPS. W 1987 został uwięziony z tego powodu. Po wprowadzeniu systemu wielopartyjnego działał jako doradca premiera, potem w październiku 1991 został ministrem finansów (nie objął stanowiska), a następnie od sierpnia 1992 do marca 1993 kierował resortem spraw zagranicznych. Po przejściu na stronę autorytarnego prezydenta Mobutu Sese Seko został przezeń wyznaczony na stanowisko premiera. Jednocześnie jego poprzednik Étienne Tshisekedi nie uznał swej dymisji i działał równolegle z własnym rządem. Birindwa został wkrótce wykluczony z macierzystej partii. Podczas swoich rządów mierzył się z galopującą inflacją; w celu jej zwalczenia wprowadził nową walutę, co jednak nie zahamowało procesu. 14 stycznia 1994 został odwołany, jednak kolejny premier rozpoczął urzędowanie dopiero w lipcu po wyborach parlamentarnych. W 1997 przed upadkiem Mobutu Sese Seko wyemigrował do Włoch. Zmarł tam dwa lata później wskutek zawału serca.